# 頭甲林蜥屬
頭甲林蜥屬（屬名：Cephalerpeton）是已滅絕原古蜥科爬行動物的一屬，化石發現於美國伊利諾州，來自於卡本戴爾組的法蘭西斯溪頁岩段，地質年代相當於石炭紀晚期的威斯法階。
正模標本（編號YPM 796）是一個部分身體骨骼。在1912年，R. L. Moodie將這個化石敘述、命名，當時歸類於兩棲動物的Amphibamidae科。在1972年，羅伯特·L·卡羅爾（Robert L. Carroll）等人將頭甲林蜥改歸類於原古蜥科，這個分類被廣泛接受。